# Ruberth Morán
Dickson Ruberth Morán Puelo, plus couramment appelé Ruberth Morán, né le 11 août 1973 à Mérida au Venezuela, est un footballeur international vénézuélien, aujourd'hui reconverti en entraîneur.

## Biographie

### Équipe nationale
Ruberth Morán est convoqué pour la première fois en sélection le 27 mars 1996 lors d'un match amical contre le Guatemala (victoire 3-0). Le 2 octobre 1996, il marque son premier but en sélection lors d'un match amical contre le Costa Rica (victoire 2-0). 
Il dispute deux Copa América : en 1999 et 2004. Il joue également 28 matchs comptant pour les éliminatoires de la coupe du monde, lors des éditions 1998, 2002 et enfin  2006.
Au total il compte 65 sélections et 14 but en équipe du Venezuela entre 1996 et 2007.

## Statistiques

### En sélection nationale
| Saison                | Sélection             | Phases finales        | Phases finales | Phases finales | Phases finales | Éliminatoires CDM | Éliminatoires CDM | Éliminatoires CDM | Matchs amicaux | Matchs amicaux | Matchs amicaux | Total | Total | Total |
| Saison                | Sélection             | Compétition           | M              | B              | Pd             | M                 | B                 | Pd                | M              | B              | Pd             | M     | B     | Pd    |
| --------------------- | --------------------- | --------------------- | -------------- | -------------- | -------------- | ----------------- | ----------------- | ----------------- | -------------- | -------------- | -------------- | ----- | ----- | ----- |
| 1995-1996             | Venezuela             | -                     | -              | -              | -              | 1                 | 0                 | 0                 | 1              | 0              | 0              | 2     | 0     | 0     |
| 1996-1997             | Venezuela             | Copa América 1997     | -              | -              | -              | 4                 | 0                 | 0                 | 4              | 1              | 0              | 8     | 1     | 0     |
| 1997-1998             | Venezuela             | -                     | -              | -              | -              | 3                 | 0                 | 0                 | -              | -              | -              | 3     | 0     | 0     |
| 1998-1999             | Venezuela             | Copa América 1999     | 3              | 0              | 0              | -                 | -                 | -                 | 3              | 1              | 0              | 6     | 1     | 0     |
| 1999-2000             | Venezuela             | -                     | -              | -              | -              | 3                 | 1                 | 0                 | 4              | 1              | 1              | 7     | 2     | 1     |
| 2000-2001             | Venezuela             | Copa América 2001     | -              | -              | -              | 3                 | 0                 | 0                 | 1              | 0              | 0              | 4     | 0     | 0     |
| 2001-2002             | Venezuela             | -                     | -              | -              | -              | 5                 | 3                 | 0                 | 4              | 0              | 0              | 9     | 3     | 0     |
| 2002-2003             | Venezuela             | -                     | -              | -              | -              | -                 | -                 | -                 | 5              | 0              | 0              | 5     | 0     | 0     |
| 2003-2004             | Venezuela             | Copa América 2004     | 3              | 1              | 0              | 4                 | 0                 | 0                 | 2              | 0              | 0              | 9     | 1     | 0     |
| 2004-2005             | Venezuela             | -                     | -              | -              | -              | 5                 | 6                 | 0                 | 1              | 0              | 0              | 6     | 6     | 0     |
| 2005-2006             | Venezuela             | -                     | -              | -              | -              | 2                 | 0                 | 0                 | 1              | 0              | 0              | 3     | 0     | 0     |
| 2006-2007             | Venezuela             | Copa América 2007     | -              | -              | -              | -                 | -                 | -                 | 3              | 0              | 0              | 3     | 0     | 0     |
| Total sur la carrière | Total sur la carrière | Total sur la carrière | 6              | 1              | 0              | 30                | 10                | 0                 | 29             | 3              | 1              | 65    | 14    | 1     |

## Palmarès

### En club
- Avec le Deportivo Táchira
  - Champion du Venezuela en 2008

### Distinctions personnelles
- Meilleur buteur de la Copa Libertadores en 1999 (6 buts)